# WISH (嵐)
《WISH》是嵐的第15枚單曲。於2005年11月16日發行。唱片公司為J Storm。

## 解說
- 作為連續劇主題曲，為繼《a Day in Our Life》以來嵐首次突破累計30萬。初動紀錄亦同時更新，超過前作《櫻花盛開》的累計銷售量。
- Secret Talk為過往最長的45分鐘。

## 收錄曲

### 初回限定盤
1. WISH
（作詞：久保田洋司　作曲：大柳博夫）
東京廣播公司連續劇花樣男子1主題曲（松本潤主演）
2. 一億之星（イチオクノホシ）
（作詞：SPIN　作曲：Kazz）
3. 二人的紀念日（二人の記念日）

### 通常盤
1. WISH
2. 一億之星
3. WISH（Original Karaoke）
4. 一億之星（Original Karaoke）